# Бехтсрит
Бехтсрит (нем. Bechtsrieth) — община в Германии, в земле Бавария.
Подчиняется административному округу Верхний Пфальц. Входит в состав района Нойштадт-ан-дер-Вальднаб. Подчиняется административному сообществу Ширмиц.
Община подразделяется на 2 сельских округа.
По данным на 31 декабря 2015 года:
- территория — 478,01 га;
- население — 1051 чел.;
- плотность населения — 219,87 чел./км²;
- землеобеспеченность с учётом внутренних вод — 4548,14 м²/чел.

С 1 января 1994 года община входит в состав административного сообщества Ширмиц.

## Население
По оценке на 31 декабря 2015 года население общины Бехтсрит составляет 1051 чел. 

| Дата      | 1840 | 1871 | 1900 | 1925 | 1939 | 1950 | 1961 | 1970 | 1987 | 2011 |
| --------- | ---- | ---- | ---- | ---- | ---- | ---- | ---- | ---- | ---- | ---- |
| Население | 256  | 294  | 288  | 290  | 271  | 318  | 361  | 488  | 917  | 1089 |

| Год       | 1960 | 1970 | 1980 | 1990 | 2000 | 2009 | 2010 | 2011 | 2012 | 2013 | 2014 | 2015 |
| --------- | ---- | ---- | ---- | ---- | ---- | ---- | ---- | ---- | ---- | ---- | ---- | ---- |
| Население | 369  | 475  | 798  | 950  | 1080 | 1103 | 1100 | 1078 | 1056 | 1059 | 1058 | 1051 |